# Amastus jeritzae
Amastus jeritzae är en fjärilsart som beskrevs av William Schaus 1933. Amastus jeritzae ingår i släktet Amastus och familjen björnspinnare. Inga underarter finns listade i Catalogue of Life.